# Matthias Almer
Matthias Almer (* 8. Jänner 1994) ist ein österreichischer Badmintonspieler. Alexander Almer ist sein Vater und Hertha Obritzhauser ist seine Mutter.

## Karriere
Matthias Almer gewann bei den österreichischen Juniorenmeisterschaften sowohl 2012 als auch 2013 alle drei möglichen Titel. 2010 und 2012 nahm er an den Badminton-Juniorenweltmeisterschaften teil. In den Saisonen 2011/12 und 2012/13 startete er für den PTSV Rosenheim in der Badminton-Bundesliga. Bei den Slovak International 2012 wurde er Dritter. Bei der Badminton-Junioreneuropameisterschaft 2013 gewann er ebenfalls Bronze.